# مارگارت لیتون
مارگارت لیتون (انگلیسی: Margaret Leighton؛ ۲۶ فوریهٔ ۱۹۲۲ – ۱۳ ژانویهٔ ۱۹۷۶) یک هنرپیشه اهل بریتانیا بود.
از فیلم‌هایی که وی در آن‌ها نقش داشته است، می‌توان به عزیز و فرانکشتاین: داستان واقعی اشاره نمود.